# Caecostenetroides nipponicum
Caecostenetroides nipponicum är en kräftdjursart som beskrevs av Nunomura 1975. Caecostenetroides nipponicum ingår i släktet Caecostenetroides och familjen Gnathostenetroidae. Inga underarter finns listade i Catalogue of Life.